# Zadalcera
Zadalcera is een geslacht van vlinders van de familie Dalceridae.

## Soorten
- Z. arhathodota Dyar, 1910
- Z. dierrhoea Dyar
- Z. fumata (Schaus, 1894)
- Z. munica Dyar